# Коган Євгенія Соломонівна
Євгенія Соломонівна Коган (нар. 6 червня 1886, місто Умань Київської губернії, тепер Черкаської області — розстріляна 28 липня 1938, місто Москва, тепер Російська Федерація) — радянська партійна діячка, 3-й секретар Московського міського комітету ВКП(б), секретар Самарського губернського комітету РКП(б), відповідальний секретар Ташкентського міського комітету РКП(б). Член Центральної Ревізійної Комісії ВКП(б) у 1934—1937 роках.

## Життєпис
Народилася в родині конторника млина Зусмана в місті Умані. Закінчила гімназію, потім педагогічні курси, з 1905 року працювала репетитором та вчителькою в школах.
Член РСДРП(б) з 1907 року.
З січня по жовтень 1908 року перебувала в ув'язненні в Умані за революційну діяльність. З жовтня 1908 по серпень 1910 року — в засланні в місті Яренську Вологодської губернії.
У вересні 1910 — вересні 1912 року — на нелегальній партійній роботі в Катеринославі, Миколаєві, Одесі, Херсоні. У вересні 1912 — квітні 1914 року — на нелегальній партійній роботі в Києві: секретар Київського підпільного комітету РСДРП(б), член «бойової дружини» військової організації РСДРП(б).
У квітні 1914 року заарештована за незаконне зберігання зброї та боєприпасів. З травня по листопад 1914 року — у в'язниці міста Харкова. З листопада 1914 по січень 1916 року — в засланні в місті Зінькові Миргородського повіту Полтавської губернії.
У січні 1916 року переведена в Самару під гласний нагляд поліції. У січні 1916 — лютому 1917 року — на підпільній революційній роботі в Самарі.
У лютому 1917 — червні 1918 року — член виконавчого комітету Самарської ради, співробітниця газети «Приволжская правда», член Самарського губернського революційного комітету, секретар Самарського губернського комітету РКП(б) із організаційної роботи.
У червні — жовтні 1918 року — член революційного військового трибуналу 1-ї армії РСЧА.
У жовтні 1918 — березні 1919 року — секретар Самарського губернського комітету РКП(б).
У березні 1919 — січні 1920 року — завідувач відділу агітації і пропаганди Самарського губернського комітету РКП(б).
У лютому — вересні 1920 року — відповідальний секретар Ташкентського міського комітету РКП(б).
У жовтні 1920 — березні 1921 року — на партійній роботі в Середньоазіатському бюро ЦК РКП(б) у місті Бухарі.
У березні 1921 — вересні 1923 року — завідувач відділу агітації і пропаганди Рогозько-Симоновського районного комітету РКП(б) міста Москви.
У вересні 1923 — вересні 1926 року — завідувач відділу агітації і пропаганди Сокольницького районного комітету РКП(б) міста Москви.
У вересні 1926 — липні 1929 року — заступник завідувача відділу агітації і пропаганди Московського губернського комітету ВКП(б).
У липні 1929 — січні 1930 року — завідувач відділу агітації і пропаганди Московського губернського комітету ВКП(б).
У січні 1930 — лютому 1931 року — завідувач відділу культурного будівництва і пропаганди Московського обласного комітету ВКП(б).
25 лютого 1931 — 3 липня 1936 року — 3-й секретар Московського міського комітету ВКП(б).
2 липня 1936 — 3 листопада 1937 року — заступник голови виконавчого комітету Московської міської ради.
2 листопада 1937 року заарештована органами НКВС. Засуджена Військовою колегією Верховного суду СРСР 28 липня 1938 року до страти, розстріляна того ж дня. Похована на полігоні «Комунарка» біля Москви.
3 листопада 1954 року реабілітована, 21 червня 1957 року посмертно відновлена в партії.

## Родина
Друга дружина Валеріана Куйбишева в 1917—1919 роках.

## Нагороди
- орден Леніна (22.03.1933)